# Caye Ambergris
Ne doit pas être confondu avec Great Ambergris Cay.
La Caye Ambergris (en anglais Ambergris Caye, en espagnol Cayo Ambergris) est la plus grande île du Belize, située dans la mer des Caraïbes. Elle appartient au district de Belize.

## Étymologie
Ambergris, du vieux français « ambre gris », est une substance rare produite dans les intestins des cachalots. Historiquement de grande valeur par sa rareté, il est utilisé dans certains parfums modernes comme fixateur. Au XVIIe siècle, les baleiniers de l'océan Atlantique tropical opéraient à partir de nombreuses îles comme Ambergris Caye, et bien que les cachalots ne soient pas considérés comme des résidents des eaux béliziennes, les animaux continuent à y passer régulièrement.

## Géographie

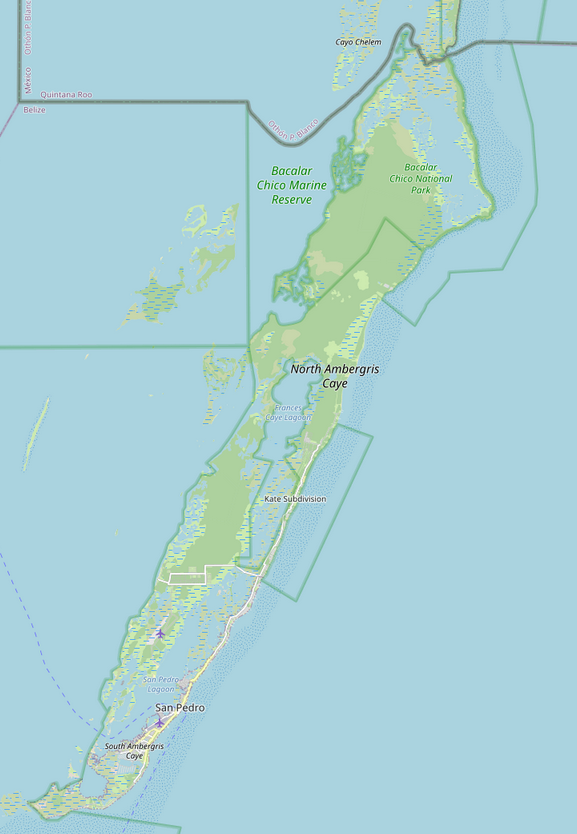
Carte de la Caye Ambergris.

Cette caye est la plus grande et la plus peuplée du pays. Elle mesure environ 40 kilomètres de longueur orientée nord-sud sur 1,6 kilomètres de largeur. Elle est parallèle au continent à une distance moyenne d'une dizaine de kilomètres. San Pedro est la seule ville de l'île. Au recensement de 2022, la ville avait 15 456 habitants,.

## Histoire
L'île était connu des Mayas qui l'utilisaient comme zone de pêche et de commerce. Des traces de passage des colons espagnols au XVIe siècle et de pirates au XVIIe siècle ont été retrouvées sur l'île. La première mention d'une colonie anglaise date de 1828. Celle-ci grandira 20 ans plus tard quand des réfugiés fuyant la guerre des castes viennent s'y installer en 1848. Durant le XIXe siècle, les Espagnols disputent la propriété de la caye au Royaume-Uni. Un traité sera finalement signé en 1893 reconnaissant l'autorité britannique.

## Tourisme
Le développement du tourisme à Ambergris Caye a commencé au début des années 1970. L'attraction principale est la barrière de corail, deuxième récif corallien après la Grande barrière de corail australienne. C'est un site apprécié pour le snorkeling. Parmi les spots les plus connus se trouvent Mexico Rocks (en) et la Shark Ray Alley (« Allée des raies et requins »).
La caye dispose d'une petite piste d'atterrissage, l'aérodrome John Greif II de San Pedro, desservie par Tropic Air et Maya Island Air. On peut s'y rendre en avion, ainsi que par de nombreux ferries maritimes. Ambergris Caye est également accessible par ferry depuis Chetumal, au Mexique.
Ambergris Caye est communément appelée « Isla Bonita » (traduction : « La belle île »), après que le tube de Madonna « La Isla Bonita », sorti en 1987, ait mentionné un endroit appelé San Pedro (bien que Madonna ait déclaré que la chanson ne faisait référence à aucun endroit en particulier). Ambergris Caye est célèbre pour les paysages marins turquoise qui entourent l'île et qui correspondent au caractère et au charme caribéen de la destination. En raison de la petite taille de l'île, le principal moyen de transport motorisé est la voiturette de golf.
Le San Pedro Day est célébré chaque année le 28 juin en l'honneur de Saint Pierre (San Pedro), le saint patron des pêcheurs. En cette occasion un festival d'une semaine présentant danses et chansons béliziennes a lieu,.

## Sites protégés
Dans la partie nord de la caye se trouvent deux zones naturelles protégées : le Parc national de Bacalar Chico de 11 391 ha et la Réserve marine de Bacalar Chico de 6 391 ha. Côté sud se trouve la Réserve marine de Hol Chan.

## Galerie

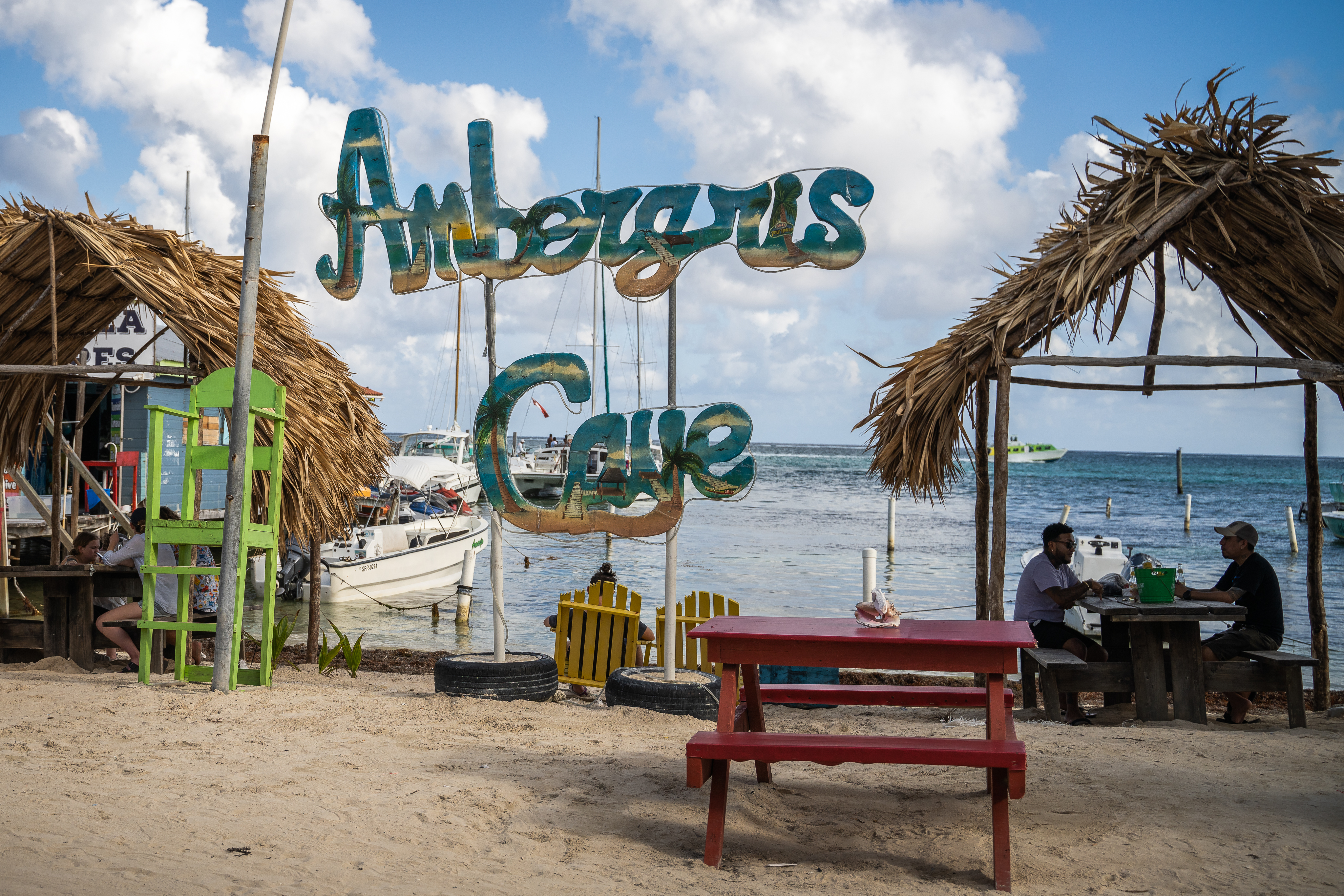
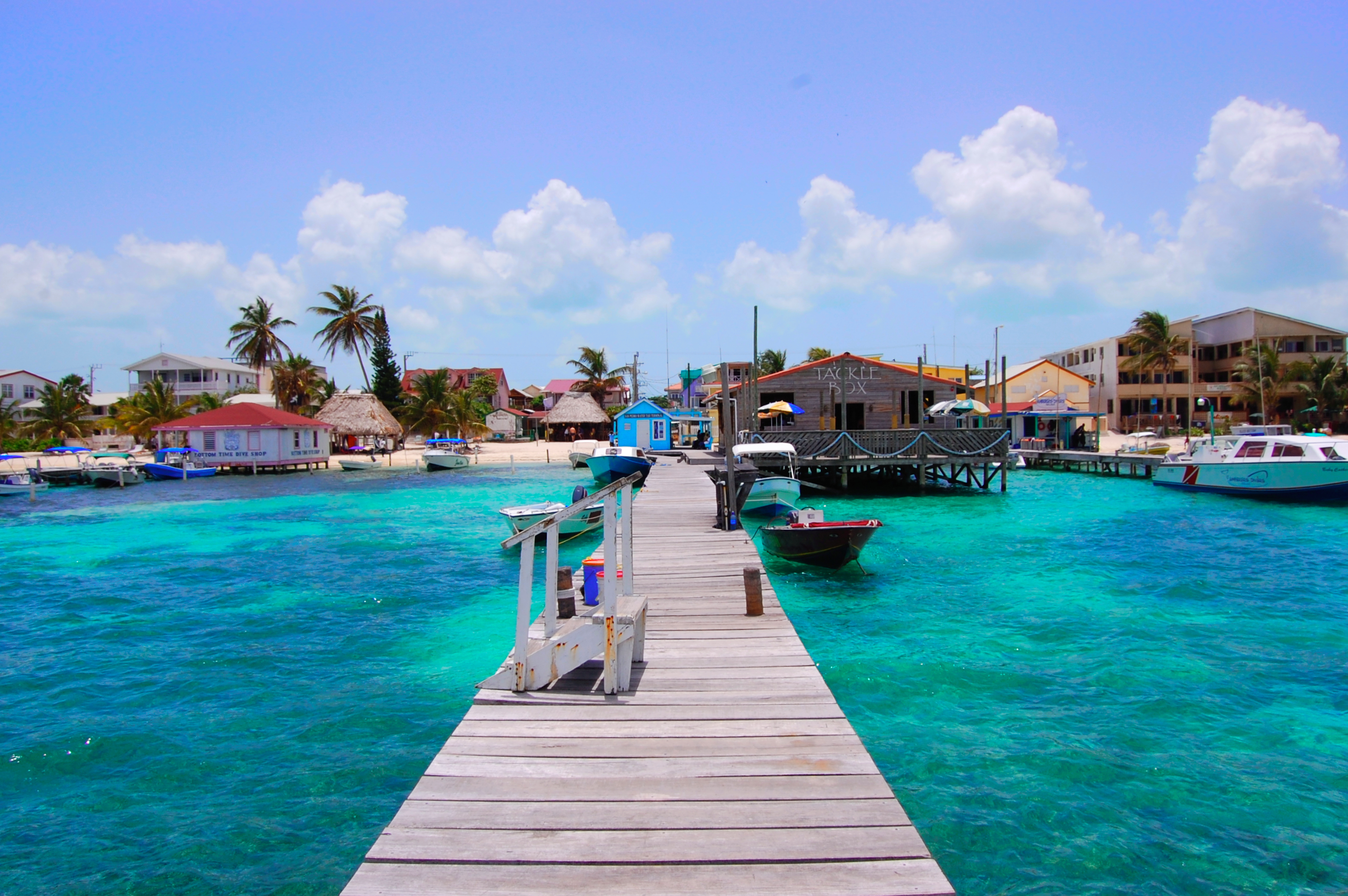
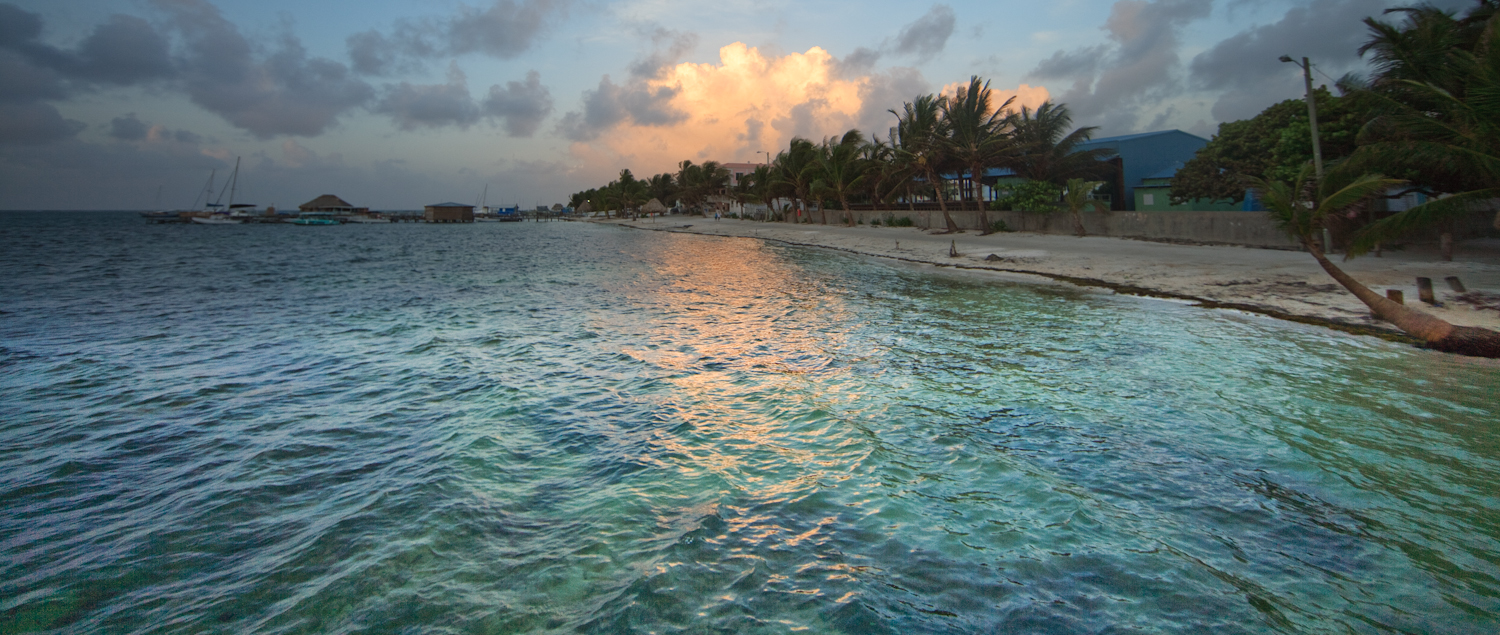
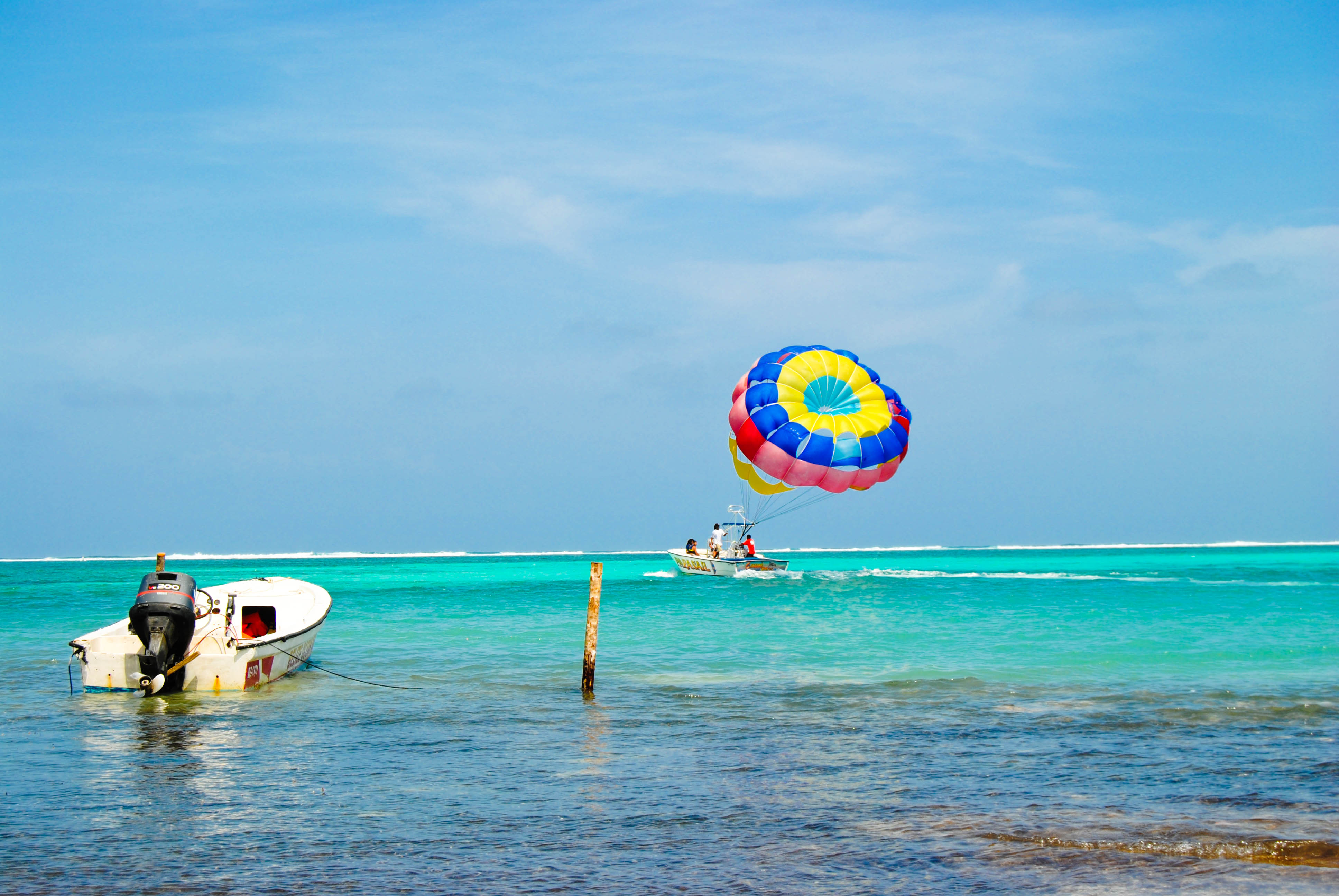
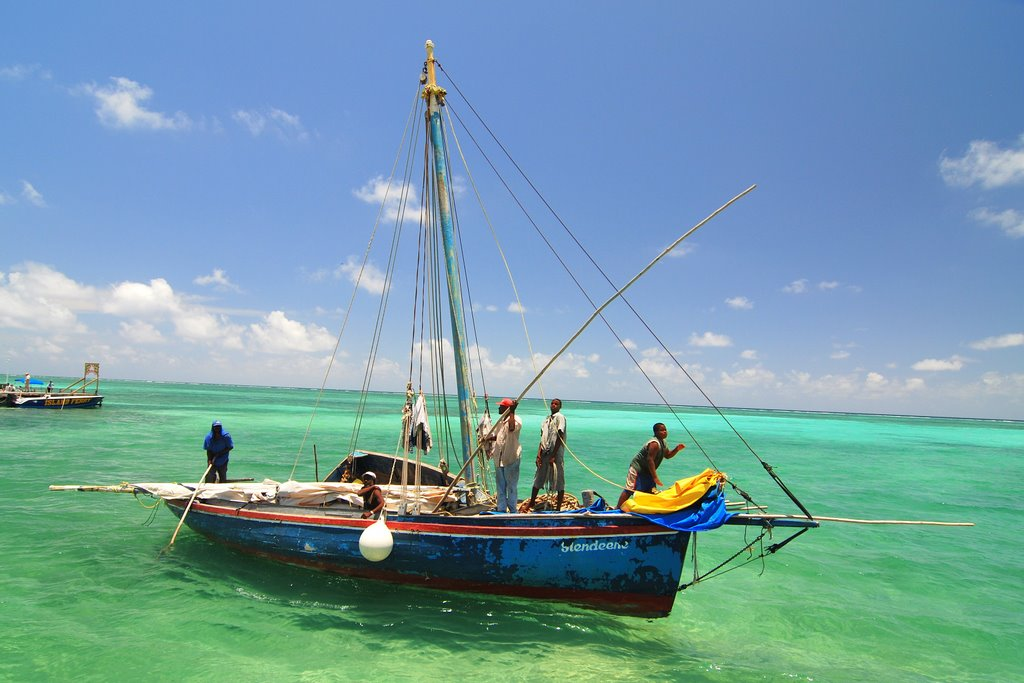